# Now Is the Time: Live at Chicago
Now Is the Time: Live at Chicago es el cuarto álbum en vivo de la banda británica de rock Delirious?. Fue grabado en junio de 2006 durante un concierto realizado en Willow Creek y lanzado el 9 de octubre de 2006 en el Reino Unido.

## Historia
Delirious? planeo grabar un DVD en vivo a finales de 2006, mientras realizaban la gira de promoción del álbum The Mission Bell por los Estados Unidos. El concierto fue realizado en Willow Creek, cerca de Chicago en Illinois el 13 de junio. El grupo mostró su interés en el proyecto cuando a través de la página oficial el teclista Tim Jupp comento: "estamos viendo la posibilidad de grabar un DVD en vivo en alguna fecha de nuestro tour a finales de 2006". Para ello Delirious? se reunió nuevamente con Sam Gibson quien fue el encargado de la producción del sonido en vivo del DVD. Delirious? eligió grabar en Chicago principalmente por la disposición de equipo técnico de producción.

## Lista de canciones

### DVD
1. "Here I Am Send Me"
2. "Rain Down"
3. "Solid Rock"
4. "Now Is the Time"
5. "Our God Reigns"
6. "What a Friend I've Found"
7. "Miracle Maker"
8. "History Maker"
9. "Paint the Town Red"
10. "Every Little Thing"
11. "I Could Sing of Your Love Forever"
12. "Take Off My Shoes"
13. "Majesty"
14. "Our God Reings (Reprise)"
15. "Investigate"

### CD
1. "Here I Am Send Me"
2. "Rain Down"
3. "Solid Rock"
4. "Now Is the Time"
5. "Our God Reigns"
6. "What a Friend I've Found"
7. "Miracle Maker"
8. "Paint the Town Red"
9. "Every Little Thing"
10. "I Could Sing of Your Love Forever"
11. "Take Off My Shoes"
12. "Majesty"
13. "Our God Reings (Reprise)"
14. "All This Time"
15. "Our God Reigns [Radio Edit]"